# Rossano Brasi
Rossano Francesco Brasi (* 3. Juni 1972 in Bergamo) ist ein ehemaliger italienischer Radrennfahrer.
1990 gewann Rossano Brasi im britischen Middlesbrough mit dem italienischen Junioren-Team (Daniele Nardello, Mauro Monaro und Nicola Giacomazzi) bei den Straßen-Weltmeisterschaften das Mannschaftszeitfahren. Bei den Olympischen Spielen 1992 in Barcelona belegte er in der Mannschaftsverfolgung (mit Ivan Beltrami, Ivan Cerioli, Fabrizio Trezzi und Giovanni Lombardi) den vierten Platz und 1993 wurde er in Oslo Weltmeister im Teamzeitfahren der Amateure, mit Gianfranco Contri, Cristian Salvato und Rosario Fina. 1994 belegte er bei den italienischen Meisterschaften den dritten Platz im Einzelzeitfahren. Anschließend wechselte er zu den Profis, wo er hauptsächlich für das Team Polti fuhr.
Brasis größte Erfolge als Profi waren der Sieg 1995 beim Scheldepreis Flandern und 1996 bei den HEW Cyclassics. Er fuhr alle großen Rundfahrten und Klassiker, konnte sich jedoch dabei nicht auszeichnen.
Sechsmal startete Rossano Brasi bei der Tour de France, seine beste Platzierung war Rang 82 im Jahre Tour de France 1998. Bei der Tour de France 2000 wurde Rossano Brasi schon vor dem Start wegen überhöhter Hämatokrit-Werte aus dem Rennen genommen.